# 莫丘米區
6°32′39″S 79°51′51″W / 6.54417°S 79.86417°W
莫丘米區（西班牙語：Distrito de Mochumí），是秘魯的一個區，位於該國西北部蘭巴耶克大區的蘭巴耶克省，面積103.7平方公里，海拔高度36米，2005年人口19,050，人口密度每平方公里180人。